# جیریک (قره‌تاش)
جیریک (به ترکی استانبولی: Cırık) یک منطقهٔ مسکونی در ترکیه است که در قره‌تاش (شهر) واقع شده‌است.